# Rhynchostegium arcticum
Rhynchostegium arcticum là một loài Rêu trong họ Brachytheciaceae. Loài này được (I. Hagen) Ignatov & Huttunen mô tả khoa học đầu tiên năm 2002.